# Templerkommende Mücheln

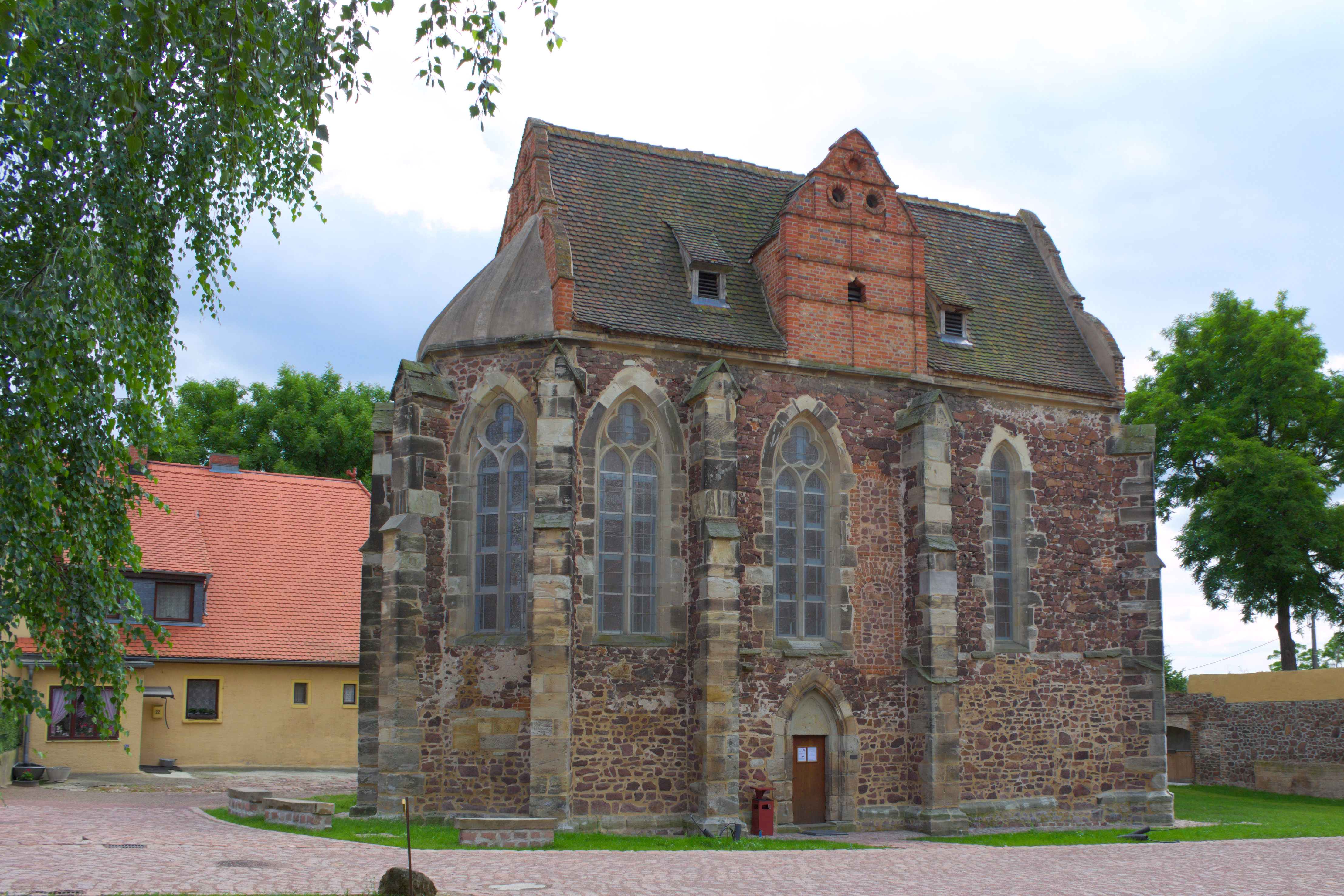
Templerkapelle Mücheln

Die Templerkommende Mücheln war ursprünglich eine Niederlassung des Templerordens. Nach 1306 kam sie an den Orden der regulierten Augustiner-Chorherren der Brüder von der Buße der Märtyrer. Der Ordenshof wurde ein Priorat des Klosters St. Markus in Krakau (Priorat Mücheln). Nach der Ermordung des Priors 1490 verwaiste das Priorat und wurde schließlich von Erzbischof Ernst von Magdeburg eingezogen. 1502 verkaufte er das Klostergut an das Augustiner Chorherrenstift St. Moritz in Halle an der Saale. Nach dessen Auflösung 1519 wurde der Klosterhof Mücheln dem 1520 dem neugegründeten Neuen Stift in Halle überwiesen. Diese Institution verkaufte das Gut schließlich 1534 an einen Privatmann.

## Geschichte
Wann genau die Kommende Mücheln gegründet wurde, ist nicht bekannt. Der erste urkundliche Nachweis stammt von 1270. Der Stiftungsbesitz stammte sicher von den Grafen von Brehna, von denen mehrere Familienmitglieder in den Templerorden eingetreten waren. Friedrich II. von Brehna, der die Grafschaft Brehna zusammen mit seinem Bruder regierte, war in den Templerorden eingetreten und starb am 16. Oktober 1221 während des Kreuzzugs von Damiette in Akkon. In der Regierung der Grafschaft Brehna folgten seine Söhne Dietrich I. und Otto II. nach. Otto II. starb 1234 kinderlos, sein Erbe fiel an Dietrich I. Dieser schenkte seinem Sohn Dietrich II. die Güter Mücheln und Döblitz. Von Dietrich II. soll Mücheln um 1240 an die Templer gekommen sein; einen urkundlichen Beleg gibt es dafür aber nicht. In einer Urkunde des Erzbischofs Konrad II. von Magdeburg von 1270 tritt mit den Zeugen Gero erstmals ein Komtur des Ordenshofes zu Mücheln auf. Mit dem Komtur Gero ist damit auch die Existenz der Kommende Mücheln belegt.
Ein Jahr zuvor (1269) hatte Konrad II. Graf von Brehna dem Meister des Tempelherrenordens und der Gemeinschaft derselben, die ihm zuständige St. Petrikirche zu Wettin mit dem Patronatsrecht geschenkt. Er befreite die Templer dabei von jeder weltlichen Vogtei und Abgaben. Merkwürdigerweise ist in der Urkunde von der Kommende Mücheln und seinem Komtur noch nicht die Rede. Möglicherweise wurde sie erst mit bzw. nach dieser Schenkung eingerichtet, ein Jahr später ist ja der Komtur Gero erwähnt. 1273 bestätigte Erzbischof Konrad II. diese Schenkung und 1294 auch Papst Coelestin V. 1286 hatte Otto Graf von Brehna eine halbe Hufe und einen Hopfenberg der St. Peterskirche in Wettin geschenkt. 1288 wurde die Grafschaft Wettin an das Erzbistum Magdeburg verkauft. 1295 kam es zum Streit zwischen Erzbischof Erich von Magdeburg und den Templern über das Patronatsrecht der St. Petrikirche in Wettin, der schließlich in einem für den Tempelorden nicht ungünstigen Vergleich endete. Die Templer erhielten das Patronatsrecht in Groß Weddingen (heute Langenweddingen bei Wanzleben). Außerdem erhielten sie Dudeleben (heute Deutleben) und Liobesitz (wüst gefallen) und 3½ Hufen auf letzterer Feldmark und jährlich 8 Wispel Getreide (je 2 Wispel Weizen, Roggen, Hafer und Gerste).

### Kam Mücheln 1312 an den Johanniterorden?
1307 wurden die Templer in Frankreich gefangen gesetzt, darunter befand sich auch Dietrich, der Präzeptor der Müchelener Kommend. 1312 wurde der Templerorden von Papst Clemens V. aufgehoben und seine Besitzungen dem Johanniterorden überwiesen. In vielen Teilen im Deutschen Reich zogen aber die jeweiligen Landesherren die Templergüter ein und übergaben sie nur gegen hohe Geldzahlungen, oft Jahre oder sogar Jahrzehnte später an die Johanniter. Die Kommende Mücheln soll relativ bald vom Johanniterorden übernommen worden sein. Nach Lehmann und Patzner soll der 1317 genannte Johannes von Helfenstein von Mechelen Kommendator von Mücheln gewesen sein. Dies ist aber nicht korrekt, denn der genannte Johannes von Helfenstein war Kommendator der Johanniterkommende in Mechelen an der Maas (heute Maasmechelen, Belgien) und nicht in Mücheln. Damit entfällt auch der einzige Beleg, dass die Templerkommende Mücheln vom Johanniterorden übernommen worden ist. Es ist von der zeitlichen Abfolge durchaus möglich, ja sogar wahrscheinlich, dass Mücheln noch vor der Auflösung des Templerordens von den Templern selbst an das St. Markus-Kloster in Krakau verkauft wurde. Anfang des 14. Jahrhunderts war der Templerorden in Deutschland nämlich in finanzielle Schwierigkeiten geraten. Beispielsweise verkaufte 1306 der damalige Meister von Deutschland Friedrich von Alvensleben der großen Schuldenlast wegen (cum ordo noster esset gravi onere debitorum) den Tempelhof in Halberstadt. Nach Heutger kam die Kommende Mücheln 1311 an die Brüder von der Buße der Märtyrer. Einen Beleg gibt er aber nicht an.

### Mücheln als Priorat des St. Markus-Klosters in Krakau
Entweder verkauften die Johanniter Mücheln noch in der ersten Hälfte des 14. Jahrhunderts an das St. Markus-Kloster in Krakau, das zum Orden der regulierten Augustiner-Chorherren der Brüder von der Buße der Märtyrer (Ordo Canonicorum Regularium Mendicantium S. Mariae de Metro de Poenitentia Sanctorum Martyrum), auch Kreuzherren mit dem roten Herzen oder Polnische Kreuzherren genannt, gehörte, oder wahrscheinlich hatte das genannte Kloster die Kommende Mücheln schon vor der Auflösung des Templerordens von den Templern selber erworben. Das St. Markus-Kloster in Krakau machte aus der Kommende Mücheln ein Priorat, das mit einem Prior und einem Bruder besetzt wurde. Nach der Schilderung eines Zeitzeugen, bestand das Habit des Ordens der regulierten Augustiner-Chorherren der Brüder von der Buße der Märtyrer aus einem weißen Rock, auf den auf der Brust ein rotes Kreuz aufgenäht war. Darüber trugen sie einen schwarzen Mantel.
1376 stifteten Hermann Schroyen, Ritter und sein Bruder Busse sowie Hans Stoinen, Knecht, ein Seelgerät im Priorat Mücheln. Sie gaben dazu einen Weingarten bei Lobesitz mit Holz und Weiden, die dabei lagen und dazu gehörten. Außerdem sollte das Priorat einen jährlichen Zins in Höhe von einem Wispel Getreide, halb Weizen, halb Gerste aus dem Dorf Leckwitz (wohl Lettewitz) bekommen, der dem Priorat aber nur neun Jahre gehören sollte. Danach sollte er wieder an die genannten Schroyen, Stoinen und/oder ihre Erben zurück fallen. Die Stiftung wurde von dem Ordensoberen Johannes und dem Prior Sifrid in Empfang genommen und von Erzbischof Peter von Magdeburg bestätigt. Ebenfalls 1376 erwarb das Priorat Mücheln die Güter des Dietrich von Damutz mit dem Kirchlehen im Dorf Döblitz für 100 Schock Kreuzgroschen. Im selben Jahr erwarb das Priorat mit Einwilligung von Erzbischof Peter von den Brüdern Beteke, Busse und Eschwin Ricken auch den Zehnten im Dorf Döblitz, den sie von alters her besaßen.
1376 schenkte Merckel Hoym, Schenk und Diener von Erzbischof Peter von Magdeburg dem Priorat Mücheln einen Hof in Goyken, der fünf Kreuzgroschen jährlichen Zins einbrachte.
1379 verkauften Hans von Hoym, Ritter, und Albrecht und Bethmann von Lobesitz, Knechte, einen Werder zu Döblitz, sowie den halben Zehnten auf dem Feld Leckwitz (wohl Lettwitz), und den halben Zehnten auf dem Feld Lobesitz (wüst) um 40 Mark brandenburgischen Silbers an das Priorat Mücheln. 1379 inkorporierte Erzbischof Peter von Magdeburg 60 Schock Zehnten, die Hälfte davon vom Feld Leckwitz, und die Hälfte vom Feld Lobesitz, eine halbe Mark Geld und einen Werder in Döblitz, die die Mönche von Hans von Hoym, Ritter, und Albrecht und Bethmann von Lobesitz gekauft hatten sowie eine Breite beim Kloster Mücheln gelegen, die Erzbischof Peter gegen eine Breite beim Wettin, neben dem Weinberg des von Schraplau gelegen, eintauschte.
1389 bewilligte Erzbischof Albrecht von Magdeburg einen 40-tägigen Ablass auf Todsünden sowie einen Ablass von einem Jahr auf lässliche Süden für alle diejenigen, die das Kloster Mücheln besuchen, ihre Sünden bereuen und Almosen zum Bau und dem Licht des Klosters geben. 1455 bestätigte Erzbischof Friedrich einen Landtausch bei Mücheln zwischen dem Kloster Mücheln und den Brüdern von Ammendorf.
1484 verkauften Peter Strumendorf, Prior, und Conrad Pfeil mit allen Brüdern und Herrn des Ordens dem Glorius Wirnicken und seiner Frau Ursula Jordan und ihren männlichen Erben für 12 Rheinische Goldgulden ihre Holzfiste neben und unter der Kirche zu Preternick bei Döblitz mit dem gesamten Zubehör. 1490 wurde der damalige Prior Peter Strumendorf auf dem Feld von einem seiner Knechte mit einer Heugabel erschlagen. Der andere Bruder flüchtete zurück nach Polen und das Priorat verwaiste.

### Das Gut Mücheln im 16. Jahrhundert
Nachdem das Klostergut Mücheln etwa 12 Jahre leer stand, und von Bewohnern umliegender Orte bereits Gebäude abgebrochen wurden, um die Steine wieder zu verwenden, zog Erzbischof Ernst von Magdeburg das Priorat 1502 ein und übergab es dem St. Moritz-Stift in Halle an der Saale. 1519 wurde das St. Moritz-Stift aufgelöst und Erzbischof Albrecht übergab Mücheln 1520 dem neugegründeten Neuen Stift in Halle. Diese Institution verkaufte Mücheln 1534 für 800 Gulden an den Kanzler des Erzbischofs Christoph Türck von Krustewitz. Heinrich Eberhausen erbte das Gut und verkaufte es 1563 wieder an Erzbischof Sigismund, der das ehemalige Klostergut Mücheln 1566 an seinen Kanzler Johannes Trauterbuhl verkaufte. 1621 erwarb der Magdeburger Hofrat Georg Adam Brunner das Hofgut Mücheln in einer Versteigerung. 1652 überließ er Mücheln seinem Vetter Georg Philipp Brunner. 1762 kam das Gut Mücheln in den Besitz von Carl Gottlieb Rudloff. 1907 gehörte das Hofgut einem Waldemar Anton; es hatte damals eine Größe von 298 Hektar, überwiegend Ackerland. Auch 1913 und 1929 war das Hofgut Mücheln noch im Besitz der Familie Anton. 1945/46 wurde das Gut in der Bodenreform enteignet und der Stadt Wettin übertragen.

## Komture/Kommendatoren des Templerordens
- 1270 Gero, Komtur
- 1306 Bruder Thiderich[14], er befand sich unter den in Paris gefangenen Templern[6]

## Priore in Mücheln
- 1376 Sifrid, Prior
- 1455 Michael Hertel, Prior
- 1484–90 Peter Strumendorf, Prior, wurde von seinem Knecht mit einer Heugabel erstochen.[15]

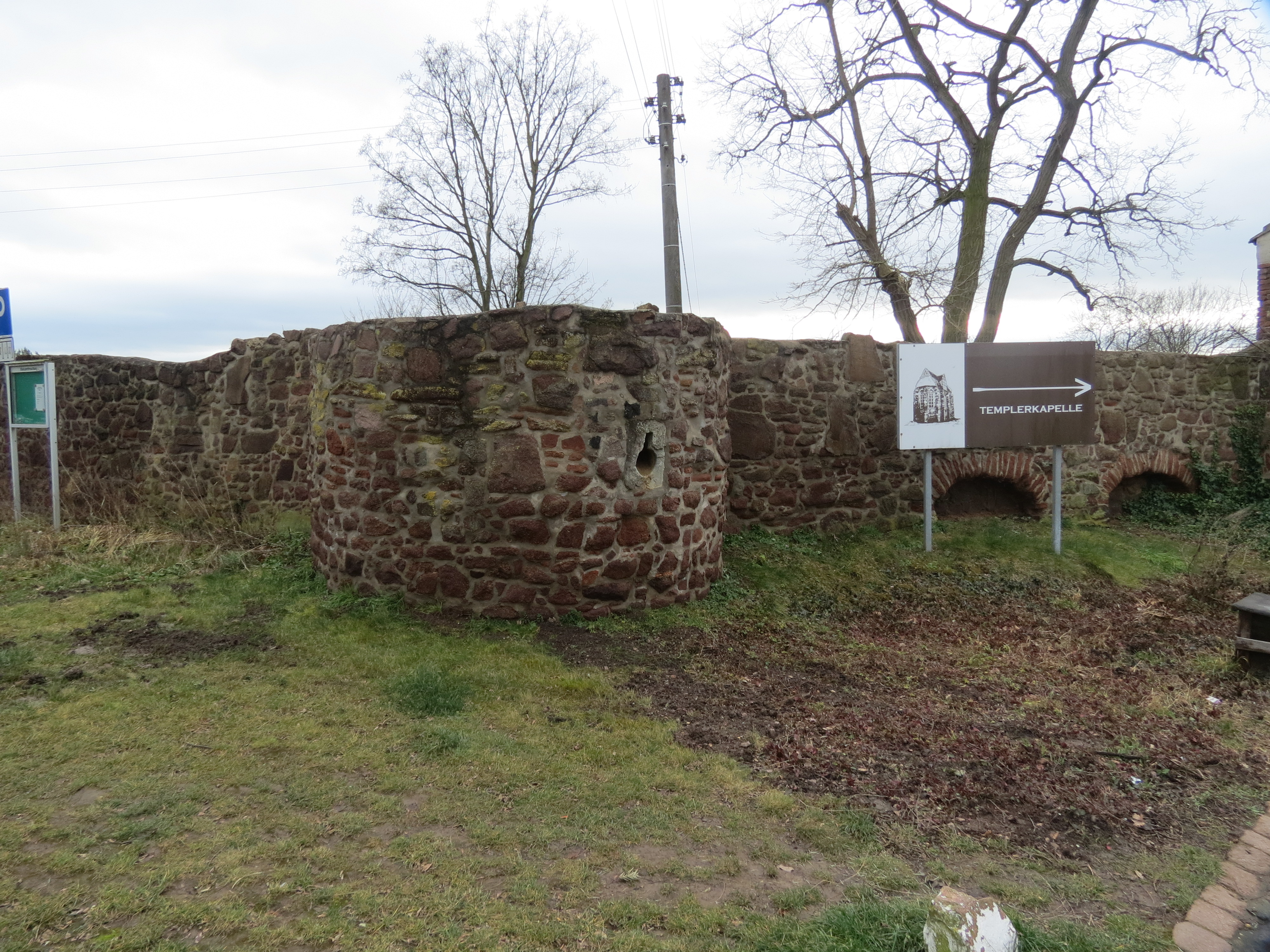
Eingangsbereich zur ehemaligen Templerkommende, Rest des Ecktürmchens mit Schießscharten

## Baulichkeiten
Die ursprüngliche Struktur der Kommende, eine annähernd rechteckige Anlage mit Umfassungsmauern, hat sich im Wesentlichen erhalten. Die Mauer könnte in den unteren Teilen noch mittelalterlich sein. Von den mittelalterlichen Gebäuden hat sich lediglich die Kapelle der Templerkommende erhalten, die Unsere Lieben Frauen geweiht war. Die Ökonomiegebäude sind jüngeren Datums.